# Zwierzyniec (Dolina Koprowa)
Zwierzyniec (słow. Zverienec) – polana na dnie dolnej części Doliny Koprowej w słowackich Tatrach Wysokich. Znajduje się po orograficznie prawej stronie Koprowej Wody. Około 50 m na północ za pierwszym od dołu mostem na tym potoku (znajduje się on w niewielkiej odległości na północ od Rozdroża pod Gronikiem) od głównej drogi i szlaku turystycznego biegnących dnem Doliny Koprowej odgałęzia się tu na lewo szeroka droga, po około 200 m doprowadzająca do niewielkiej polanki Zwierzyniec. Polana znajduje się za pasem lasu i ze szlaku turystycznego wiodącego dnem Doliny Koprowej jest niewidoczna. Na polanie jest elegancki, okresowo tylko zamieszkiwany dom Zverienec, drewutnia, palenisko i źródełko wody. 
Kilkaset metrów na południowy zachód od polanki z domem, za pasem lasu znajduje się druga, podłużna i większa polana, również o nazwie Zverienec. Jest na niej szkółka leśna i budynek gospodarczy TANAP-u. Prowadzi do niej ta sama droga od drogi wiodącej dnem Doliny Koprowej za pierwszym mostem. Droga ta, polany i budynki są zaznaczone na polskiej mapie Polkartu, ale polana nie jest podpisana.
Przez polankę Zwierzyniec z domem biegnie Leśna Obwodnica.